# Oberleitungsbus Regensburg
| Streckenlänge: | 5,07 km    |                                 |                                 |
| Stromsystem: | 550 Volt = |                                 |                                 |
| |            |                                 |                                 |
| \| \| 0,00 \| Hauptbahnhof \| Hauptbahnhof \| \| \| \| Ernst-Reuter-Platz \| \| \| \| \| Stobäusplatz \| \| \| \| \| Weißenburgstraße \| \| \| \| \| Nibelungenbrücke über die Donau \| \| \| \| \| Weichs \| \| \| \| \| Donaustaufer Straße \| \| \| \| \| Nordgaustraße \| \| \| \| \| Sudetendeutsche Straße \| \| \| \| \| Sandgasse \| \| \| \| \| Harthof \| \| \| \| 5,07 \| Danziger Freiheit \| Danziger Freiheit \| |            |                                 |                                 |
| U-Bahn-Kopfbahnhof Streckenanfang (Strecke außer Betrieb) | 0,00       | Hauptbahnhof                    | Hauptbahnhof                    |
| U-Bahn-Haltepunkt / Haltestelle (Strecke außer Betrieb) |            | Ernst-Reuter-Platz              | Ernst-Reuter-Platz              |
| U-Bahn-Haltepunkt / Haltestelle (Strecke außer Betrieb) |            | Stobäusplatz                    | Stobäusplatz                    |
| U-Bahn-Haltepunkt / Haltestelle (Strecke außer Betrieb) |            | Weißenburgstraße                | Weißenburgstraße                |
| U-Bahn-Brücke über Wasserlauf (Strecke außer Betrieb) |            | Nibelungenbrücke über die Donau | Nibelungenbrücke über die Donau |
| U-Bahn-Haltepunkt / Haltestelle (Strecke außer Betrieb) |            | Weichs                          | Weichs                          |
| U-Bahn-Haltepunkt / Haltestelle (Strecke außer Betrieb) |            | Donaustaufer Straße             | Donaustaufer Straße             |
| U-Bahn-Haltepunkt / Haltestelle (Strecke außer Betrieb) |            | Nordgaustraße                   | Nordgaustraße                   |
| U-Bahn-Haltepunkt / Haltestelle (Strecke außer Betrieb) |            | Sudetendeutsche Straße          | Sudetendeutsche Straße          |
| U-Bahn-Haltepunkt / Haltestelle (Strecke außer Betrieb) |            | Sandgasse                       | Sandgasse                       |
| U-Bahn-Haltepunkt / Haltestelle (Strecke außer Betrieb) |            | Harthof                         | Harthof                         |
| U-Bahn-Kopfbahnhof Streckenende (Strecke außer Betrieb) | 5,07       | Danziger Freiheit               | Danziger Freiheit               |

Der Oberleitungsbus Regensburg war das Oberleitungsbussystem der bayerischen Stadt Regensburg, es bestand stets nur aus einer Linie und wurde von den Stadtwerken Regensburg (SWR) betrieben.

## Geschichte
Der Regensburger Oberleitungsbus wurde am 18. März 1953 in Betrieb genommen, um die am nordöstlichen Stadtrand gelegene Konradsiedlung an die Innenstadt anzubinden. Die in der nationalsozialistischen Zeit entstandene Konradsiedlung, bis dahin ohne Anschluss an das öffentliche Nahverkehrsnetz, sollte über Weichs angeschlossen werden. Die stadtauswärtige Endhaltestelle befand sich auf dem Platz Danziger Freiheit, wo der dortige Kreisverkehr als Wendeschleife diente. Von dort aus ging es via Metzer Straße, Straßburger Straße, Brandlberger Straße, Sudetendeutsche Straße, Isarstraße, Nordgaustraße, Nibelungenbrücke, Weißenburgstraße, Greflingerstraße, Stobäusplatz, Landshuter Straße, Ernst-Reuter-Platz und Maximilianstraße zum Hauptbahnhof. 
Die Fahrtzeit auf der 5,07 Kilometer langen und durchgehend zweispurig ausgebauten Verbindung betrug 17 Minuten, wobei der Oberleitungsbus im Winter alle zehn, in der übrigen Zeit jedoch nur alle 20 Minuten verkehrte. Die Energieversorgung mit 550 Volt Gleichstrom stellte die OBAG zur Verfügung, insgesamt waren 1600 Zentner Kupferoberleitungsdrähte und 161 Schleuderbetonmasten verbaut worden. Vor Inbetriebnahme wurden die Fahrer 14 Tage lang beim Oberleitungsbus München geschult, wo man seinerzeit schon fünf Jahre Erfahrung mit diesem Verkehrsmittel hatte. Am Eröffnungstag galt in den Regensburger Oberleitungsbussen Freifahrt, der große Andrang führte jedoch dazu, dass ein vierjähriger Junge von einem Wagen überrollt wurde und dabei tödlich verunglückte. Im Regelbetrieb kostete eine Einzelfahrt über die Gesamtstrecke 20 Pfennig, die beim Sitzschaffner im Heckbereich zu entrichten waren.
Das neue Verkehrsmittel ergänzte dabei das 1903 eröffnete und seinerzeit die vier Linien 1, 2, 3 und 4 umfassende Regensburger Straßenbahnnetz. Der Oberleitungsbus trug dabei zunächst keine Linienbezeichnung, erst nach Einstellung der Straßenbahnlinie 3 im Jahr 1955 bekam er seinerseits die Liniennummer 3 zugewiesen.
Untergebracht und gewartet waren die Fahrzeuge im Straßenbahndepot an der Augustenstraße, jedoch erfolgte die alle zwei Jahre fällige Spurerneuerung der gummigelagerten Achsen bei den Stadtwerken München. Da zum Betriebshof keine Fahrleitungsverbindung bestand und die Oberleitungsbusse auch keinen Hilfsantrieb hatten, mussten sie einzeln mit einem Magirus-Deutz-Lastkraftwagen von und zum Hauptbahnhof geschleppt werden. Ebenso mussten die Oberleitungsbusse beim jährlichen Faschingsumzug in der Innenstadt vorzeitig mit fremder Hilfe wenden, hierzu war in der Landshuter Straße beim ehemaligen Finanzamt ein Traktor stationiert.
Die Linie kreuzte die Oberleitung der Straßenbahn zweimal: einmal am Ernst-Reuter-Platz und einmal zwischen Weißenburgstraße und Nibelungenbrücke. 
Letztlich konnte sich der Oberleitungsbus in Regensburg nicht etablieren, insbesondere da sich der parallele Betrieb dreier städtischer Verkehrsmittel – Straßenbahn, Oberleitungsbus und Omnibus – auf Dauer als unwirtschaftlich erwies. Bereits ab Juni 1962 kamen daher auf der Linie 3 überwiegend Dieselgelenkbusse zum Einsatz, sie wurden eigens angemietet, um den kostspieligen Oberleitungsbusbetrieb eingrenzen zu können. Am 17. Mai 1963 endete der elektrische Betrieb dann endgültig, nachdem vier weitere Dieselgelenkbusse neu beschafft wurden. Im Jahr darauf legten die Verkehrsbetriebe schließlich auch noch die Straßenbahn still, so dass unter Regie der Regensburger Verkehrsbetriebe (RVB) heute nur noch Omnibusse verkehren. Die frühere Oberleitungsbuslinie wird dabei durch die Linien 1 und 4 abgedeckt.
2017 erinnern beim Hauptbahnhof noch einige Oberleitungsmasten in der Maximilianstraße an der Abfahrtsstelle der Linie 12 an den früheren Oberleitungsbusbetrieb.

## Fahrzeuge
Dem Oberleitungsbus Regensburg standen folgende sechs Triebwagen zur Verfügung:
| Nummer | Kennzeichen       | Hersteller    | Typ     | Aufbau    | Baujahr | Einsatz bis | Abgang | Zurückgelegte Kilometer | Verbleib                                                   |
| ------ | ----------------- | ------------- | ------- | --------- | ------- | ----------- | ------ | ----------------------- | ---------------------------------------------------------- |
| 01     | AB450636 / R-2078 | Krauss-Maffei | KME 131 | Rathgeber | 1952    | Mai 1963    | 1964   | 319.408                 | an Stadtbauamt abgegeben als Pissoir für Dult              |
| 02     | AB450637 / R-2077 | Krauss-Maffei | KME 131 | Rathgeber | 1952    | Mai 1963    | 1963   | 324.189                 | als Bauwagen abgegeben an Michael Hofmeister, Etterzhausen |
| 03     | AB450638 / R-2080 | Krauss-Maffei | KME 131 | Rathgeber | 1952    | Mai 1963    | 1964   | 329.970                 | nicht bekannt                                              |
| 04     | AB450639 / R-2079 | Krauss-Maffei | KME 131 | Rathgeber | 1952    | Mai 1963    | 1965   | 329.876                 | nicht bekannt                                              |
| 05     | B447544 / R-2081  | Krauss-Maffei | KME 160 | Rathgeber | 1955    | Mai 1963    | 1965   | 312.806                 | nicht bekannt                                              |
| 06     | B447545 / R-2082  | Krauss-Maffei | KME 160 | Rathgeber | 1955    | Mai 1963    | 1965   | 316.975                 | nicht bekannt                                              |

Ergänzt wurden die Triebwagen von – gleichfalls sechs – Anhängern:
| Nummer | Kennzeichen       | Hersteller | Typ   | Baujahr | Abgang | Kapazität                   | Verbleib                |
| ------ | ----------------- | ---------- | ----- | ------- | ------ | --------------------------- | ----------------------- |
| 55     | AB451993 / R-2086 | Rathgeber  | OA 30 | 1953    | 1963   | 29 Sitz- und elf Stehplätze | an Stadtbau GmbH        |
| 56     | AB451994 / R-2087 | Rathgeber  | OA 30 | 1953    | 1963   | 29 Sitz- und elf Stehplätze | an Firma Himmelmeier    |
| 57     | AB452911 / R-2088 | Rathgeber  | OA 30 | 1953    | 1963   | 29 Sitz- und elf Stehplätze | an Firma Dinkel         |
| 58     | AB452912 / R-2089 | Rathgeber  | OA 30 | 1953    | 1963   | 29 Sitz- und elf Stehplätze | an Firma Wallisch       |
| 59     | AB453956 / R-2090 | Kässbohrer | PA 44 | 1955    | 1961   | 23 Sitz- und 42 Stehplätze  | an Stadtbau als Baubüro |
| 60     | AB536915 / R-2091 | Kässbohrer | PA 44 | 1955    | 1961   | 23 Sitz- und 42 Stehplätze  | an Stadtbau als Baubüro |